# Jean-Marie Aubin
Jean-Marie Aubin, né le 29 décembre 1882 à Châteaubriant et mort le 28 août 1967 à Visale, est un prélat catholique français.

## Biographie
En 1935, il est nommé vicaire apostolique d'Honiara et évêque titulaire d'Antiphellus (de).